# Teoria delle superstringhe
La teoria delle superstringhe è la formulazione della teoria delle stringhe che, sulla base di una  supersimmetria, è in grado di descrivere i bosoni e i fermioni ed è perciò una generalizzazione della teoria di stringa bosonica. Sono state sviluppate cinque diverse teorie di  superstringa, che sono tutte incorporate nella teoria M, un'ipotetica teoria del tutto.
Con "teoria delle stringhe" ci si riferisce attualmente nel linguaggio corrente a tale versione supersimmetrica.

## Introduzione
La teoria delle superstringhe ha una spiegazione teorica per vari fenomeni, tra cui:
- l'esistenza dei gravitoni
- il perché della presenza delle tre famiglie di particelle
- perché ogni famiglia di particelle abbia certe proprietà e non altre:
- spin
- carica
- massa

È considerata da alcuni autori una delle più promettenti teorie della gravità quantistica. Il termine di teoria delle superstringhe è in realtà una contrazione del termine più corretto di "teoria supersimmetrica delle stringhe" perché diversamente dalla teoria bosonica delle stringhe, è la versione della teoria delle stringhe che include i fermioni e la supersimmetria. Non ci sono fino a questo momento predizioni quantitative sperimentali che possano essere verificate (o falsificate).
Al momento il problema più importante della fisica teorica consiste nell'armonizzare la relatività generale, che descrive la gravità e viene applicata al macrocosmo (stelle, galassie, ammassi), con la meccanica quantistica che descrive le altre tre forze fondamentali che descrivono il microcosmo (elettroni, fotoni, quark).
Lo sviluppo di una teoria quantistica dei campi riguardanti una forza fornisce invariabilmente probabilità infinite (e quindi prive di utilità). I fisici teorici hanno sviluppato una tecnica matematica, detta rinormalizzazione, che elimina gli infiniti dell'elettromagnetismo, nella interazione nucleare forte e nell'interazione nucleare debole, ma non quelli della gravità (senza introdurre un numero infinito di termini alla definizione Lagrangiana della teoria, rischiando la località, o altrimenti un numero finito di termini che non rispettano l'invarianza di Lorentz). Quindi lo sviluppo di una teoria quantistica della gravità deve essere espressa in maniera differente rispetto alle teorie che riguardano le altre forze della natura.
L'idea alla base della teoria è che i costituenti fondamentali della realtà siano "stringhe" o "corde" di lunghezza pari a quella di Planck (1,616×10−35 m) che vibrano a frequenze diverse. Il gravitone, la particella proposta quale mediatrice della gravità, per esempio, è descritta dalla teoria come una stringa che vibra con ampiezza d'onda uguale a zero. Questa particella nasce dalle oscillazioni nello spazio di una stringa chiusa; l'elisione di componenti energetiche sui vari piani di vibrazione rende possibile sia l'esistenza di particelle con massa nulla (ad esempio fotoni), sia di particelle dotate di massa non nulla ed in cui alcune componenti energetiche non si elidono.
Un'altra condizione prevista dalla teoria è che non vi siano differenze misurabilmente riscontrabili tra stringhe che si "accartocciano" intorno a dimensioni più piccole di loro stesse e quelle che si muovono lungo dimensioni più grandi (cioè, gli effetti in una dimensione di grandezza R sono uguali a quelli in una dimensione di grandezza 1/R). Le singolarità sono evitate in virtù del fatto che le conseguenze che si potrebbero osservare in un Big Crunch  non raggiungono mai lo zero. Infatti, se l'universo dovesse iniziare un processo di Big Crunch, la teoria delle stringhe ci dice che non potrebbe mai diventare più piccolo delle dimensioni di una stringa e che a quel punto dovrebbe iniziare ad espandersi.

## Numero delle dimensioni
Il nostro spazio fisico possiede solo 4 dimensioni apprezzabili alla nostra scala di grandezza e di ciò bisogna tenere conto in qualsiasi teoria fisica; tuttavia, nulla vieta che una teoria affermi che vi siano dimensioni spaziali aggiuntive. Nel caso della teoria delle stringhe, vi sono evidenze secondo cui lo spazio-tempo richiede 10, 11 o addirittura 26 dimensioni. Il conflitto tra i dati osservati e la proposta teorica è risolto postulando che le dimensioni aggiuntive siano "arrotolate su se stesse" o meglio compattificate. Il modello a 6 dimensioni di Calabi-Yau può giustificare le dimensioni addizionali richieste dalla teoria delle superstringhe.
È difficile "visualizzare" queste dimensioni perché possiamo muoverci soltanto in uno spazio a tre dimensioni. Un metodo per superare questo limite è quello di non tentare di visualizzarle, bensì di pensarle come numeri addizionali nelle equazioni che descrivono il mondo. Ciò apre la questione se questi "numeri extra" possano essere osservati direttamente mediante esperimenti. Questo, a sua volta, pone la questione se i modelli che derivano da questi calcoli astratti possano essere considerati "scientifici", visto che finora non è stato possibile dimostrarli con esperimenti: con la fisica conosciuta gli apparati sperimentali dovrebbero essere grandi più o meno quanto la nostra galassia.
La teoria delle superstinghe non è la prima teoria a più dimensioni proposta (vedi la teoria di Kaluza-Klein). La moderna teoria delle stringhe si basa sulla matematica delle pieghe, dei nodi e della topologia sviluppatasi dopo Kaluza e Klein e che ha permesso negli ultimi tempi che le teorie fisiche fondate su dimensioni extra fossero molto più credibili di quanto non lo fossero ai tempi di Kaluza e Klein.

## Numero delle teorie delle superstringhe
Uno dei problemi con cui si dovevano confrontare i fisici favorevoli a questa teoria era l'esistenza di 5 differenti teorie delle superstringhe. Una soluzione a questo problema sembrò derivare dalla cosiddetta "seconda rivoluzione delle superstringhe" avvenuta negli anni novanta, la quale proponeva che le 5 teorie possano in realtà essere interpretate come 5 diversi aspetti di una teoria ancora più basilare: la M-teoria. Questa soluzione è però ancora allo stadio di congettura.
| Tipo     | Dimensioni | Dettagli |
| -------- | ---------- | --- |
| Bosonica | 26         | Solo bosoni, nessun fermione, quindi solo forze, niente materia, sia stringhe chiuse che aperte; incongruenza maggiore: una particella con massa immaginaria, chiamata tachione                                  |
| I        | 10         | Supersimmetria tra forze e materia, con stringhe sia aperte che chiuse, nessun tachione, gruppo di simmetria SO(32)                                                                                              |
| IIA      | 10         | Supersimmetria tra forze e materia, solo stringhe chiuse, nessun tachione, fermioni privi di massa con spin in entrambe le direzioni (non-chirali)                                                               |
| IIB      | 10         | Supersimmetria tra forze e materia, solo stringhe chiuse, nessun tachione, fermioni privi di massa con spin in un'unica direzione (chirali)                                                                      |
| HO       | 10         | Supersimmetria tra forze e materia, solo stringhe chiuse, eterotiche, cioè le stringhe che si muovono verso destra differiscono da quelle che si muovono a sinistra, nessun tachione, gruppo di simmetria SO(32) |
| HE       | 10         | Supersimmetria tra forze e materia, solo stringhe chiuse, eterotiche, cioè le stringhe che si muovono verso destra differiscono da quelle che si muovono a sinistra, nessun tachione, gruppo di simmetria E8×E8  |

Le caratteristiche principali delle cinque teorie compatibili delle superstringhe sono:
- La teoria delle stringhe di Tipo I ha una supersimmetria in senso deca-dimensionale (16 supercariche). Questa teoria  peculiare si basa su stringhe non orientate aperte e chiuse, mentre le altre sono basate su stringhe orientate chiuse.
- Le teorie delle stringhe di Tipo II hanno due supersimmetrie in senso deca-dimensionale (32 supercariche). Vi sono due tipi di stringhe tipo II, chiamate tipo IIA e tipo IIB, che differiscono tra di loro per il fatto che la teoria IIA è di tipo non-chirale (parità conservate) mentre la IIB è di tipo chirale (parità violata).
- Le teorie delle stringhe eterotiche sono basate su un ibrido particolare di una superstringa di tipo I e una stringa bosonica. Vi sono due tipi di stringhe eterotiche che differiscono riguardo al gruppo di gauge deca-dimensionale: la stringa eterotica E8×E8 e la stringa eterotica SO(32). Il nome di stringa eterotica SO(32) è lievemente impreciso riguardo ai gruppi di Lie SO(32) perché la teoria dà origine ad un quoziente Spin(32)/Z2 che non è equivalente a SO(32).

Le teorie di gauge chirali possono essere inconsistenti a causa di anomalie che compaiono quando alcuni diagrammi di Feynman a un loop determinano una rottura della simmetria di gauge nei loro effetti quantistici.